# 72P/Denning-Fujikawa
72P/Denning-Fujikawa est une comète périodique du système solaire, découverte le 4 octobre 1881 par l'astronome amateur britannique William Frederick Denning. Elle n'est pas observée lors de ses dix retours suivants et n'est retrouvée qu'en octobre 1978 par l'astronome japonais Shigehisa Fujikawa.
Les astronomes perdent de nouveau sa trace jusqu'au 17 juin 2014 où elle est observée par Hidetaka Sato via le iTelescope de l'observatoire de Siding Spring.